# Adrien Mougel
Adrien Mougel (* 4. Februar 1988 in Remiremont) ist ein ehemaliger französischer Skilangläufer.

## Werdegang
Mougel startete im Februar 2005 in Schilpario erstmals im Skilanglauf-Alpencup und belegte dabei den 83. Platz im Sprint. Sein Debüt im Skilanglauf-Weltcup hatte er im Dezember 2008 in La Clusaz, das er auf dem 69. Platz im 30-km-Massenstartrennen beendete. Bei der Winter-Universiade 2009 in Yabuli errang er den 21. Platz im Skiathlon und den 14. Platz über 10 km Freistil. Im März 2010 erreichte er in La Féclaz mit dem dritten Platz im 10-km-Massenstartrennen seine erste Podestplatzierung im Alpencup. In der Saison 2011/12 kam er mit vier Top-Zehn-Platzierungen, darunter Platz drei in Arvieux über 10 km Freistil auf den zehnten Platz in der Gesamtwertung des Alpencups. In der folgenden Saison kam er im Alpencup siebenmal unter die ersten Zehn. Dabei wurde er in Rogla Dritter über 3,75 km Freistil und errang wie im Vorjahr den zehnten Platz in der Gesamtwertung. Im Februar 2013 belegte er beim Transjurassienne über 76 km Freistil den zweiten Platz und siegte beim La Foulée Blanche. Im folgenden Monat holte er beim 50-km-Massenstartrennen in Oslo, welches er auf dem 52. Platz beendete, im Zwischensprint seine einzigen Weltcuppunkte. Im Sommer 2013 siegte er im Rollerski-Weltcup in Pontarlier im Berglauf über 5 km. Ab der Saison 2014/15 bis zu seinem Karriereende im Jahr 2019 startete er im Worldloppet Cup. Dabei belegte er in der Saison 2014/15 und 2016/17 jeweils den fünften Platz und in der Saison 2015/16 den sechsten Platz in der Gesamtwertung. Im Januar 2015 gelang ihn der dritte Platz und im Januar 2018 der erste Platz beim Dolomitenlauf.

## Siege bei Worldloppet-Cup-Rennen
| Nr. | Datum           | Ort   | Rennen        | Disziplin                  |
| --- | --------------- | ----- | ------------- | -------------------------- |
| 1.  | 21. Januar 2018 | Lienz | Dolomitenlauf | 60 km Freistil Massenstart |